# یواس‌اس پاترول شماره ۱۱ (اس‌پی-۱۱۰۶)
یواس‌اس پاترول شماره ۱۱ (اس‌پی-۱۱۰۶) (به انگلیسی: USS Patrol No. 11 (SP-1106)) یک کشتی بود که طول آن ۵۵ فوت (۱۷ متر) بود. این کشتی  در سال ۱۹۱۲ ساخته شد.